# ريك غولتز
ريك غولتز هو لاعب كرة قدم كندية كندي، ولد في 19 مارس 1955 في فانكوفر في كندا.

## وصلات خارجية
- ريك غولتز على موقع مرجع كرة القدم المحترفة.كوم (الإنجليزية)